# Juegos inaugurales del Coliseo

Aunque en ruinas, el Anfiteatro Flavio, conocido popularmente como el Coliseo, sigue en pie hoy en día.

Los juegos inaugurales del Coliseo tuvieron lugar en Roma en el año 80, bajo el mandato del emperador romano Tito, para celebrar la finalización de la construcción del Anfiteatro Flavio (del latín: Amphitheatrum Flavium), más tarde conocido como Coliseo. Vespasiano comenzó la construcción del anfiteatro alrededor del año 70, y fue completado por Tito poco después de la muerte de Vespasiano, en el año 79. Después de que el reinado de Tito comenzara con varios meses de desastres, incluyendo la erupción de monte Vesubio, un incendio en Roma y un brote de peste, el mismo emperador inauguró el edificio con unos juegos pródigos que duraron más de cien días, quizá para intentar apaciguar al público romano y a los dioses.
Hay pocas pruebas documentales de la naturaleza de los juegos. Parece que siguieron el formato estándar de los juegos romanos: venationes (juegos con animales) en la sesión de la mañana, seguida de las ejecuciones de criminales alrededor del mediodía y una sesión de tarde reservada para las munera (combates de gladiadores) y la recreación de batallas famosas. Los juegos con animales, en los que participaron criaturas de todos los puntos del Imperio romano, incluían la caza de animales exóticos y peleas entre diferentes especies. Los animales también desempeñaron un papel en algunas noxii (ejecuciones) que fueron organizadas como reconstrucciones de mitos y acontecimientos históricos. Las naumaquias (combates navales) formaban parte de los espectáculos, pero si éstas tenían lugar en el propio anfiteatro o en un lago construido expresamente por César Augusto es un tema de debate entre los historiadores.
Solo han llegado hasta nuestros días los relatos de tres autores contemporáneos o, al menos, cercanos a las fechas de los acontecimientos. Los trabajos de Suetonio y Dion Casio se centran en los grandes acontecimientos, mientras que Marco Valerio Marcial proporciona algunos fragmentos de información sobre juegos puntuales y el único registro detallado de un combate de gladiadores en la arena que ha llegado hasta nuestros días: la lucha entre Vero y Prisco.

## Antes de los juegos

### Construcción del Coliseo
La construcción del Coliseo comenzó bajo el mando de Vespasiano en un área que se encontraba en la vaguada de un valle entre las colinas de Celio, Esquilino y Palatino. El lugar había sido devastado por el Gran incendio de Roma del año 64, durante la época de gobierno del emperador Nerón, y más tarde había sido reurbanizado para dedicarlo al placer personal del emperador con la construcción de un enorme lago artificial, la Domus Aurea, y una colosal estatua de él mismo.
Vespasiano comenzó su propia remodelación del lugar entre los años 70 y 72, posiblemente financiada con los tesoros conseguidos después de la victoria romana en la primera guerra judeo-romana, en el año 70. Se drenó el lago y el lugar fue designado para el emplazamiento del Coliseo. Reclamando la tierra de la que Nerón se apropió para su anfiteatro, Vespasiano consiguió dos objetivos: por un lado realizaba un gesto muy popular y por otro colocaba un símbolo de su poder en el corazón de la ciudad. Más tarde se construyeron una escuela de gladiadores y otros edificios auxiliares dentro de las antiguas tierras de la Domus Aurea, la mayor parte de la cual había sido derribada.
Vespasiano murió justo antes de que el Amphitheatrum Flavium fuera concluido. El edificio había alcanzado el tercer piso y Tito fue capaz de terminar la construcción tanto del Coliseo como de los baños públicos adyacentes (que son conocidos como las Termas de Tito) tan solo un año después de la muerte de Vespasiano.

### Mandato de Tito
En el momento en que el Coliseo había sido ya finalizado, el corto reinado de Tito ya había hecho frente a varios desastres en un breve espacio de tiempo: en el plazo de tan solo dos meses desde la muerte de Vespasiano, el monte Vesubio había entrado en erupción, destruyendo Pompeya, Herculano, Estabia y Oplontis; un incendio había asolado la ciudad de Roma durante tres días y tres noches, causando daños sustanciales y destruyendo el Templo de Júpiter, que había sido restaurado recientemente por Vespasiano; y había habido un brote de plaga que, se decía, era el peor que la ciudad había vivido. Para celebrar la finalización del Coliseo y las termas, y probablemente en una tentativa de calmar tanto al público romano como a los dioses, Tito llevó a cabo unos juegos que duraron más de cien días.

## Venationes
Las venationes o peleas de animales fueron parte central de los juegos y normalmente se llevaban a cabo por la mañana. Dion Casio dice que en el curso de los juegos inaugurales «animales, tanto adiestrados como salvajes, perecieron hasta alcanzar la cifra de nueve mil; y las mujeres (de ninguna prominencia, no obstante) tomaron parte en estas muertes». Eutropio, escritor de la segunda mitad del siglo IV, afirma que 5.000 animales murieron durante los Juegos.
Dion y Marcial hacen referencia a algunos de los animales que se utilizaron. Dion habla de la caza de grullas y otra en la que aparecieron cuatro elefantes, y Marcial menciona elefantes, leones, leopardos, por lo menos un tigre, liebres, cerdos, toros, osos, jabalíes, un rinoceronte, un búfalo y un bisonte. Pudieron haber sido utilizados otros animales exóticos que no se mencionan en las fuentes. Por ejemplo, era habitual utilizar avestruces, dromedarios y cocodrilos en juegos cotidianos. Es poco probable que se utilizaran jirafas, ya que el único caso registrado en el que aparece ese animal es cuando Julio César llevó una jirafa a Roma en el año 46 a. C. No volvería a registrarse un nuevo caso en Europa hasta el de la jirafa Médici, en 1486. Aunque los hipopótamos están documentados por primera vez en Roma en el año 58 a. C., y fueron tan impresionantes que se detallan en los Juegos de César Augusto y Cómodo, no hay mención de estos animales en los Juegos de Tito.

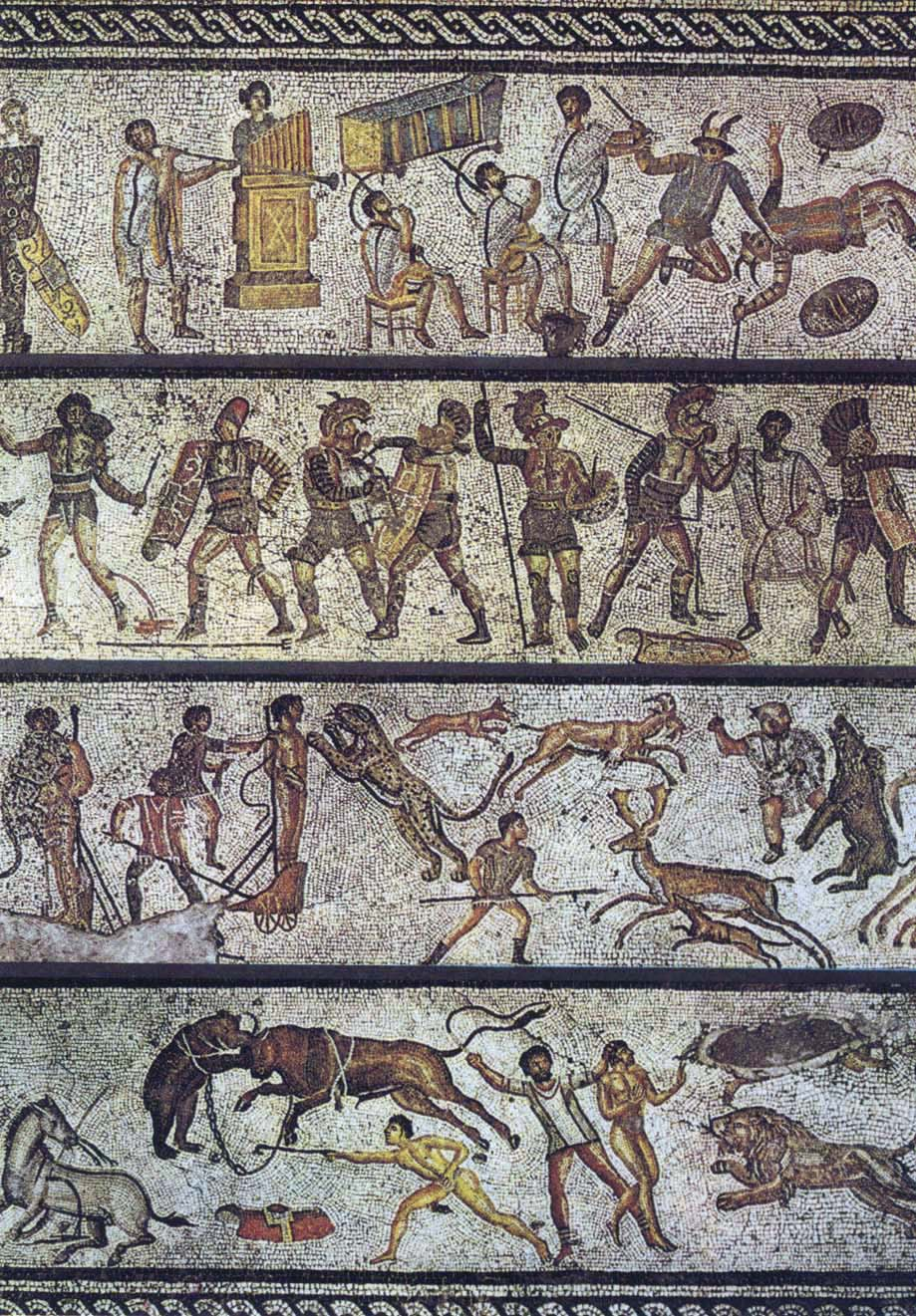
Este mosaico de Zliten representa algunos de los espectáculos que se habrían ofrecido en los Juegos.

Según las notas de Marcial, hubo una competición entre un elefante y un toro, de la que el paquidermo resultó vencedor. Tras su victoria, el elefante se arrodilló ante Tito. Esto pudo haber formado parte del propio entrenamiento del animal, pero Marcial atribuyó el hecho a un reconocimiento espontáneo del poder del Emperador. El poeta latino también menciona a un toro que, tras haber sido enfurecido mediante la utilización de fuegos en el Coliseo, fue golpeando diversos objetos a lo largo y ancho de la arena hasta finalmente ser matado por un elefante; pero no hay nada que sugiera que estos dos epigramas detallen el mismo acontecimiento, ya que las peleas entre diferentes animales eran comunes y a lo largo de cien días de eventos pudo haberse producido en muchas ocasiones una lucha entre un elefante y un toro.
En los relatos de Marcial aparece que algunos animales no cooperaban. En un caso menciona que unos leones hicieron caso omiso de su presa, aunque de nuevo achaca el acontecimiento a una manifestación del poder de Tito sobre las bestias:

[...] los leones de César son conquistados por su presa y la liebre juega segura en las inmensas mandíbulas.

Los rinocerontes también resultaron ser animales difíciles de manejar. Uno de ellos comenzó desfilando de la arena, pero se enfureció y atacó un toro para divertimento de la muchedumbre. Más tarde, cuando se suponía que debía luchar, el animal ya se había calmado. Se suponía que debía enfrentarse contra hombres armados con lanzas y una multitud de diversos animales, pero el rinoceronte tuvo que ser aguijoneado por «temblorosos entrenadores» hasta que el animal se decidió a contraatacar y enfrentarse a los luchadores:

Mientras los domadores provocaban asustados a un rinoceronte y se iba reconcentrando durante largo tiempo la furia de la terrible fiera, desesperaban de conseguir el combate anunciado. Pero por fin volvió el furor que se le conocía de antes. Con su doble cuerno levantó a un pesado oso igual que un toro lanza hasta las estrellas los monigotes que le echan. Con un golpe así de certero dirige la fuerte diestra del todavía joven Carpóforo los dardos del Nórico. Aquél levantó fácilmente con su cerviz un par de novillos y ante él se rindieron un feroz búfalo y un bisonte; y un león, huyendo de él, vino a caer de bruces sobre las armas. Anda ahora, populacho, quéjate de que daba largas.

Carpóforo era un experto venator, que se especializaba en los combates contra animales en los juegos, y que es mencionado de nuevo por Marcial comparándole con Hércules. Marcial elogia sus capacidades en sus enfrentamientos contra un oso, un leopardo y un león "de tamaño sin precedentes". Un friso del Templo de Vespasiano y Tito, situado en el Foro romano, muestra acontecimientos similares a aquellos descritos por Marcial. Dos juegos de decoración separados muestran un rinoceronte que se enfrenta a un toro y a un bestiarius, posiblemente Carpóforo, con una lanza, luchando contra un león y un leopardo. Carpóforo no es el único luchador digno de mención: otro de los epigramas de Marcial se refiere a una mujer que fue capaz de emular la hazaña que realizó Hércules al matar al león de Nemea.
Mientras que los entrenadores del rinoceronte pudieron haber estado temblando de miedo pensando en cuál sería su destino si su animal finalmente no obedecía y no ofrecía el espectáculo al público, y mientras que otro entrenador era atacado por su león, otros consiguieron mayores éxitos. Un entrenador consiguió que su tigresa fuese capaz, por un lado, de acercarse para lamer su mano, y por otro, de atacar y descuartizar a un león en pedazos, lo que Marcial describe como «una nobleza que no se había conocido nunca antes». También aparece que la muchedumbre estalló en júbilo cuando un toro (quizás montado por un bestiarius) fue alzado en el aire en la arena, si bien Marcial nos ofrece pocas pistas acerca de la naturaleza de este espectáculo en particular.

## Ejecuciones
Las ejecuciones eran un evento común en los juegos. Estas se llevaban a cabo alrededor del mediodía como un intermedio entre las venationes de las sesiones de la mañana y los combates de gladiadores que se llevaban a cabo por la tarde. Aunque las ejecuciones fueran vistas como un símbolo del poder de Roma, las clases más altas normalmente aprovechaban este momento para dejar el anfiteatro para comer. Tal es así que el emperador Claudio llegó a ser criticado por algunos autores por no hacerlo, lo cual induce a pensar que es poco probable que Tito hubiese permanecido observando esta parte del espectáculo. Las ejecuciones de desertores, prisioneros de guerra, y criminales de clases inferiores se realizaban normalmente mediante crucifixiones o damnatio ad bestias, en el cual los condenados se enfrentaban a animales salvajes. Publio Cornelio Escipión Emiliano fue el primero en ejecutar a criminales de este modo en 146 a. C., año en el que condenó a los desertores de su ejército a la muerte ante fieras salvajes. Estas ejecuciones, denominadas Dramas Mitológicos, a menudo se organizaban de manera que recreasen alguna escena trágica de la historia o de la mitología, en la que el criminal tenía el papel de la víctima que moría a manos de bestias salvajes. Marcial registra una ejecución, una versión de Laureolus, de Cayo Valerio Catulo, en el cual un bandido es ejecutado mediante el método de la crucifixión. Para los Juegos se adaptó una versión de la leyenda de Prometeo, cuyo hígado era devorado por un águila a diario. Los elementos de la crucifixión de Catulo permanecieron intactos, pero el águila de la leyenda de Prometeo fue sustituida por un oso:

«Al igual que Prometeo, atado en las rocas de Escitia, alimentó con su hígado potente al águila puntual a su cita, así Lauréolo, colgado realmente en una cruz, presentó sus entrañas desnudas al oso de Caledonia. Sus músculos lacerados palpitaban en sus miembros sangrantes, y en todo su cuerpo no había cuerpo por ninguna parte. Por fin recibió el castigo que merecía: el culpable había cruelmente clavado un cuchillo en el cuello de su padre o en el de su dueño; o en su locura había robado el oro sagrado de los templos; o te había aplicado a ti, Roma, las teas incendiarias. El criminal había superado las atrocidades referidas por la antigua leyenda, y por ello lo que para él era una obra fue una ejecución.»

Otra de las ejecuciones se escenificó como un cruel giro en la historia de Orfeo, que supuestamente encantaba a las plantas y a las flores con su música tras haber perdido a Eurídice. En la versión que se presentó al público en los juegos inaugurales, los árboles y los animales eran encantados al igual que en la historia, excepto por un oso que no respondió al encantamiento y acabó con el prisionero. Es probable que se planease la escena como una fase previa, antes de que el oso fuese soltado para acabar con el criminal que era obligado a hacer de Orfeo, y al que posiblemente habían sujetado previamente para impedir su huida. Las reinterpretaciones irónicas de los mitos pudieron haber sido algo popular: además del fracaso de Orfeo al encantar a las bestias, Marcial también menciona a un "Dédalo" que fue hecho pedazos por otro oso a la vez que se mofa de él diciendo «cómo habrías querido tener tus plumas ahora», así como a un condenado representado como Hércules, al que se le obligó a impregnarse de una sustancia inflamable, y posteriormente prenderse fuego, quemándolo en el proceso, de la misma manera que como ocurre en el mito.
Marcial también sugiere la violación de una mujer por un toro, en lo que supondría la recreación del mito de Pasífae. Al parecer, Nerón había ofrecido un entretenimiento similar en el que utilizaron a un actor disfrazado de toro para realizar el acto sexual, aunque en este caso Marcial asegura que el evento llevado a cabo en los juegos originales era auténtico.

## Combates, caza y carreras

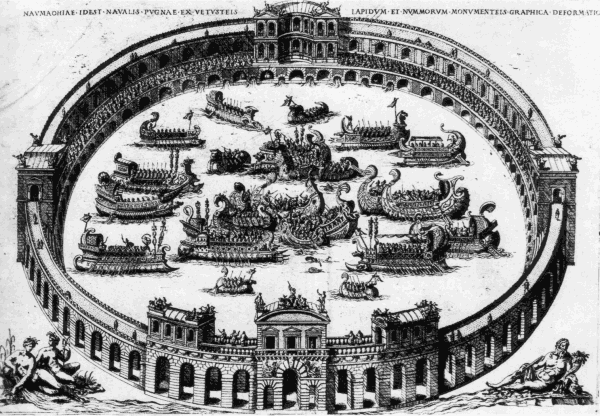
Los espectáculos de naumaquia pudieron haber tenido lugar en el anfiteatro, pero su puesta en escena habría presentado muchas dificultades.

Dion, Suetonio y Marcial hacen referencia también a espectáculos de naumaquia (naumachiae en latín), que a su vez es el término griego comúnmente usado para hacer referencia a lo que los romanos también denominaban navalia proelia: recreaciones de famosas batallas marítimas. Mientras que Dion Casio afirma que se utilizaron para este propósito tanto la naumachia construida por César Augusto como el propio anfiteatro, que habrían sido inundados para dos espectáculos distintos, Suetonio solo afirma que el evento tuvo lugar en el viejo lago artificial (que habría sido el de Augusto). Marcial, por su parte, no especifica en dónde tuvieron lugar estos espectáculos, pero está claro que según ese autor la localización en la que estuvieran tenía la posibilidad de ser inundada y vaciada de forma deliberada:

Si vienes aquí desde una tierra distante, un espectador tardío para quien este es el primer día del sagrado espectáculo, que la guerra naval no te engañe con sus naves, y el agua como el mar: aquí hasta hace poco había tierra. ¿Te lo puedes creer? Mira mientras las aguas cansan a Marte. Pero en poco tiempo estarás diciendo "Pero aquí hace poco había un mar".

Parece que habría sido difícil inundar el anfiteatro pero, dado que existen pocos registros sobre las obras del Coliseo, es imposible saber a ciencia cierta si tuvieron lugar las batallas navales en él o no. Suetonio escribe que Domiciano, hermano y sucesor de Tito, escenificó batallas navales en el anfiteatro, pero había hecho modificaciones en la estructura, entre las cuales probablemente pudo estar el hypogeum, un complejo de pasadizos subterráneos que habría permitido que la arena fuese inundada y drenada rápidamente. Mientras que Suetonio solo indica que las recreaciones navales tuvieron lugar en tiempos de Tito, Dion Casio ofrece algunos detalles:

Pues Tito de repente llenó este mismo escenario con agua y trajo caballos y toros y algunos otros animales domesticados que habían sido enseñados a comportarse en el líquido elemento al igual que en la tierra. También trajo personas en naves, que se enfrentaron en una batalla naval ahí, representando a los corcireos contra los corintios; y otros dieron una exhibición similar fuera de la ciudad en la arboleda de Cayo y Lucio, el lugar que Augusto una vez excavó para este mismo propósito.

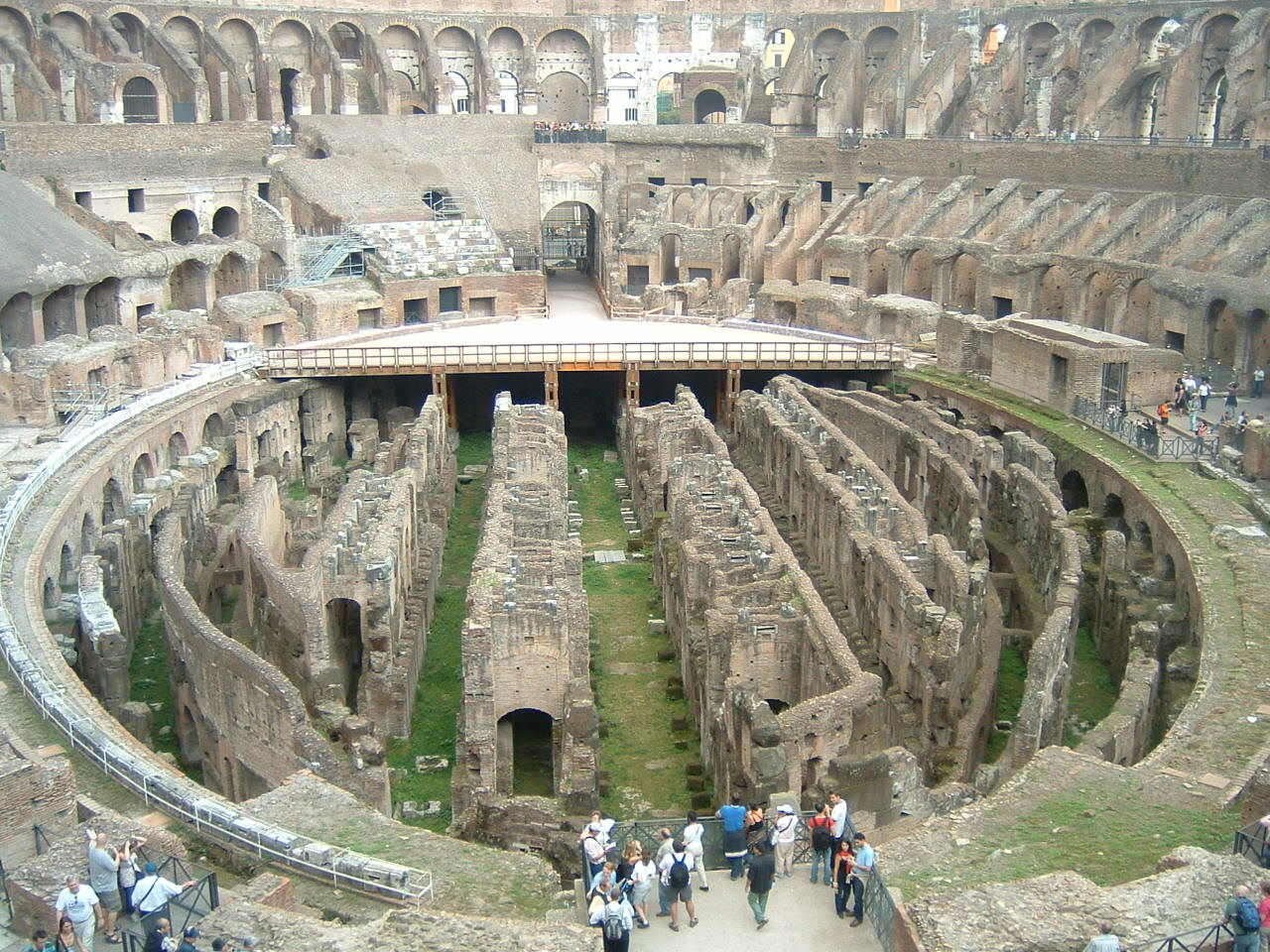
El hipogeo al aire libre.

Tanto Dion Casio como Suetonio coinciden en afirmar que tuvieron lugar combates de gladiadores y exhibiciones de caza de animales salvajes (venatio), en el área del lago artificial, si bien vuelve a haber disparidades en cuanto a los detalles. Dion dice que estos eventos tuvieron lugar el primer día, con el lago cubierto con un entablado y con tribunas de madera a su alrededor, mientras que Suetonio dice que los eventos tuvieron lugar una vez que el lago había sido vaciado. Suetonio también afirma que 5000 animales murieron en un solo día en estas cazas. Aunque no existe ningún registro de los animales que pudieron cazarse en este tipo de espectáculos, eran muy populares los animales exóticos de gran tamaño, especialmente elefantes, grandes felinos y osos, pero también se utilizaban animales más pequeños, como pájaros, conejos o cabras.

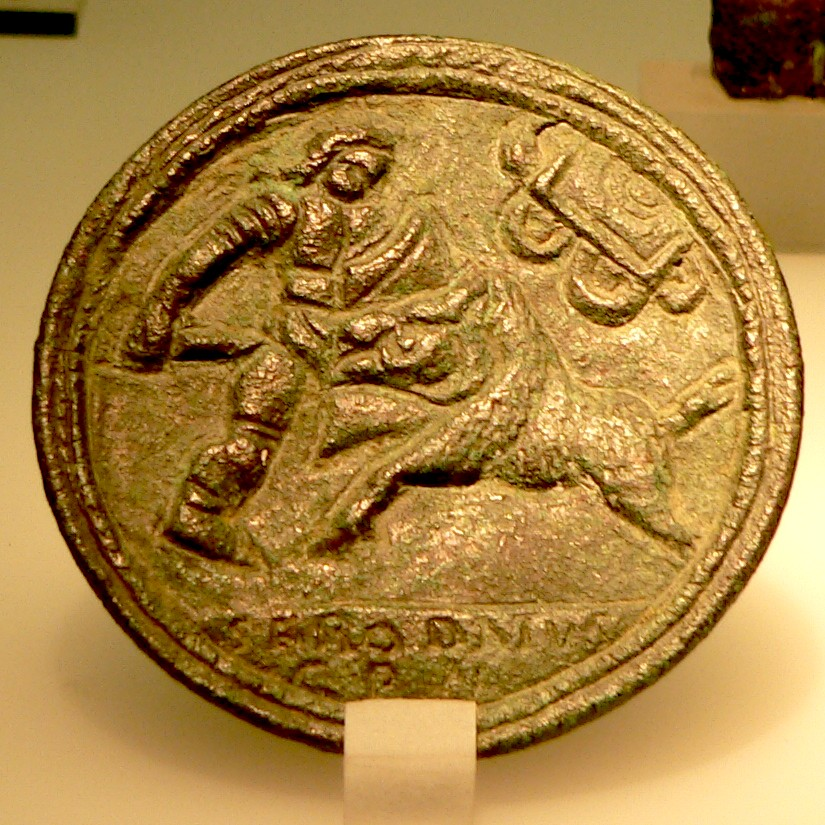
Ilustración de un venatio en un medallón de bronce. Un cazador se enfrenta a un jabalí.

Suetonio comenta que cuando Domiciano celebró sus propios juegos hubo otros entretenimientos además de las "usuales carreras de carros de dos caballos", lo cual indica que dichas carreras probablemente formaban parte de los juegos en época de Tito. Dion Casio, por su parte, indica que se celebró una carrera de caballos durante el segundo día de los juegos, si bien no ofrece detalles sobre el tipo de carrera.
El único relato que se extiende en los acontecimientos específicos del tercer día es el de Dion Casio, que afirma lo siguiente:

... hubo una batalla naval entre tres mil hombres, seguida por una batalla de infantería. Los «atenienses» conquistaron a los «siracusanos» (estos eran los nombres usados por los combatientes), haciendo un desembarco en el islote y asaltando y capturando una muralla que había sido construida alrededor del monumento.

Esto podría sugerir de nuevo que el anfiteatro fue inundado, puesto el monumento al que hace referencia podría ser un altar dedicado a Diana, a Plutón o a Júpiter Latiaris que podría haber estado ubicado en el centro de la arena. Sin embargo, Plinio el Viejo menciona un puente que conectaba con el lago de Augusto, sugiriendo que podría haber habido una isla también ahí.

## Vero y Prisco

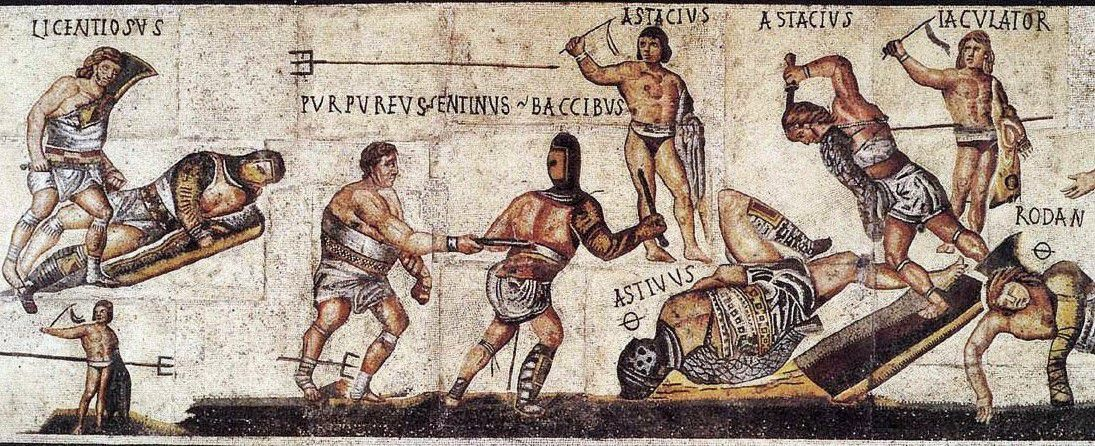
Gladiadores representados en un mosaico tardío.

La mayoría de los combates de gladiadores que se celebraron no fueron registrados de ningún modo por las fuentes escritas. Suetonio comenta que los juegos fueron pródigos en ese tipo de espectáculos, y Dion Casio añade que hubo tanto combates singulares como combates entre grupos. Existe una lucha concreta, sin embargo, que fue recogida en sus escritos por Marcial. La lucha enfrentaba a dos gladiadores llamados Vero y Prisco:

Mientras que Prisco y Vero alargaban el enfrentamiento, y por largo tiempo la lucha fue igualada en ambos lados, altos y repetidos gritos reclamaban la libertad para los hombres; pero César siguió su propia ley; era la ley de luchar con el escudo hasta que un dedo se alzase: hizo lo que le estaba permitido, a menudo dio comidas y regalos. Pero se llegó al final con la misma igualdad: iguales al luchar, iguales al ceder. César envió espadas de madera a ambos y palmas a ambos: por tanto, el coraje y la habilidad recibieron su premio. Esto no tuvo lugar ante ningún príncipe salvo tú, César: cuando dos lucharon, ambos fueron victoriosos.

Como de costumbre, el tono del epigrama es adulador a la figura del emperador, pero ofrece más detalles que cualquier otro relato sobre los juegos. Parece implicar que el empate era algo fuera de lo común en el marco de los combates de gladiadores a este nivel, pero que en este caso Tito cedió a los deseos de la multitud, declarando el combate igual y regalando a los dos combatientes su libertad (con la presentación tradicional de la espada de madera). La forma tradicional de rendición en los combates de gladiadores consistía en que el gladiador que abandonaba el combate levantaba un dedo (ad digitum), siendo posible que en este caso ambos hombres levantasen sus dedos a la vez. En cualquier caso, Marcial enfatiza en el texto la decisión final de Tito, quien de forma igualitaria y generosa manumite a los dos favoritos del público. Su comentario acerca de que el hecho solo había ocurrido durante el reinado de Tito probablemente alude a la declaración de ambos contendientes como victoriosos, puesto que existen evidencias de que no eran del todo inusuales los combates en los que no salía ningún gladiador victorioso (existía un empate), o en los que ambos contendientes salían vivos: el entrenamiento y mantenimiento de los gladiadores era caro y, por ello, no se les sacrificaba a la ligera.

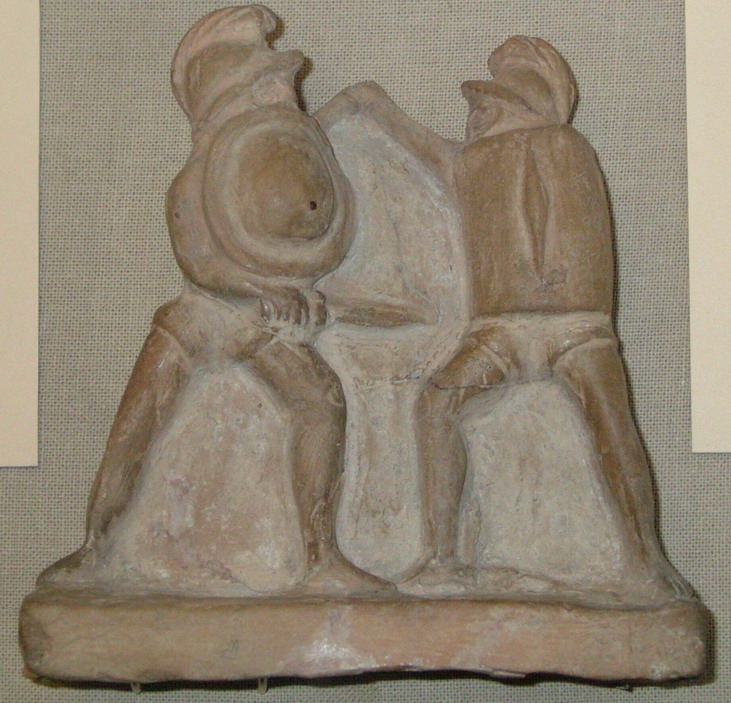
Fragmento de cerámica en la que aparece un gladiador de tipo tracio Thraex luchando contra un hoplomachus.

Más allá del relato de Marcial existen otras evidencias que demuestran la existencia de Vero y de Prisco. Un cementerio del siglo I encontrado en Esmirna contiene una tumba de un gladiador llamado Prisco, y el nombre de Vero aparece una lápida de mármol de Ferentino, recordando el enfrentamiento entre ambos. Desafortunadamente, los detalles sobre los combates de Vero no son legibles. En cualquier caso, y si bien podría ocurrir que ninguno de estos personajes fuesen los gladiadores Vero y Prisco mencionados por Marcial, como mínimo sirven para atestiguar el uso de esos nombres por los gladiadores del Imperio.
La referencia que Marcial hace a la entrega de regalos se repite en el relato de Dion Casio, que comenta que Tito arrojaba bolas de madera a la multitud desde su asiento ubicado en el fondo norte de la arena. Estas bolas llevaban una inscripción en la que se hacía mención a un regalo, que podía consistir en comida, ropas, esclavos, animales, caballos, ganado, o incluso vasijas de oro y plata. Cualquiera que capturara una de esas bolas podía entregarla a un oficial que la intercambiaría por el regalo. Esto, sin embargo, no era inusual: Suetonio menciona que Nerón hacía lo mismo, regalando unos 1000 pájaros al día, a la vez que raciones de comidas o vales para diversos regalos extravagantes.

## Eventos posteriores
Algunos de los comentarios que Suetonio realiza acerca del reinado de Tito mencionan los baños y los eventos del anfiteatro. Dado que Tito murió no mucho después del final de los juegos inaugurales del Coliseo, es probable que esos hechos tuvieran lugar durante los días de la inauguración. Suetonio dice que Tito prometió durante un día ceder al público sus preferencias, y permitir que la multitud decidiese el destino de los gladiadores que competían en la arena. Tito admiraba a los Thraex, o gladiadores tracios, y si bien discutió apasionadamente con el público sobre el particular, no dejó que sus preferencias invalidaran su promesa. 
Hizo que algunos soplones y sus jefes fueran azotados y tuviesen que desfilar por la arena. Algunos fueron vendidos como esclavos en subasta, y otros fueron exiliados «a las islas más prohibidas». Suetonio también comenta que Tito invitó a algunos senadores a los que había perdonado por haber conspirado contra él a sentarse con él en alguno de los días de los juegos y a que inspeccionasen las espadas de los gladiadores, afirmación que se refuerza en cierto modo por las afirmaciones de Dion Casio acerca de que no se condenó a muerte a ningún senador romano durante su reinado.
Durante el último de los días que duraron los juegos inaugurales, Tito lloró delante del público del Coliseo. Según Dion Casio, Tito murió al día siguiente, después de haber dedicado oficialmente el anfiteatro y los baños. Suetonio dice que partió hacia los territorios sabinos después de los juegos, pero que sufrió un colapso y murió en la primera posta.